# Corinne Calvet
Corinne Calvet, nata Corinne Dibos (Parigi, 30 aprile 1925 – Los Angeles, 23 giugno 2001), è stata un'attrice francese naturalizzata statunitense.

## Biografia

Corinne Calvet nel film Le ragazze di San Frediano (1954)

Dopo aver lavorato brevemente in patria, alla fine degli anni quaranta Corinne Calvet si trasferì negli Stati Uniti grazie all'interessamento del produttore Hal B. Wallis. Il suo primo film americano fu l'avventuroso La corda di sabbia (1949), diretto da William Dieterle, con Burt Lancaster e Paul Henreid.
Fra i film interpretati a Hollywood negli anni cinquanta, sono da ricordare le commedie Divertiamoci stanotte (1951), con Danny Kaye, Irma va a Hollywood (1951) e Attente ai marinai! (1952), con la coppia Dean Martin-Jerry Lewis, Tre americani a Parigi (1955), con Tony Curtis, l'avventuroso Bagliori ad Oriente (1952), con Alan Ladd, e il western Terra lontana (1954), con James Stewart. 
Negli stessi anni l'attrice lavorò nuovamente in Francia in Quattro donne nella notte (1954), e apparve anche in Italia nei film Le ragazze di San Frediano (1954) di Valerio Zurlini e Le avventure di Giacomo Casanova (1955) di Steno, e in Gran Bretagna ne Le 10 lune di miele di Barbablù (1960).
Negli anni sessanta e settanta la Calvet diradò la sua attività cinematografica e si limitò a poche apparizioni in film e serie televisive. Nel 1982 interpretò la sua ultima pellicola, il fantasy La spada a tre lame (1982), mentre l'anno successivo pubblicò la sua autobiografia, Has Corinne Been a Good Girl?.

## Vita privata
Corinne Calvet è stata sposata tre volte, dal 1948 al 1954 con John Bromfield, dal 1955 al 1962 con Jeffrey Stone e dal 1968 al 1971 con Robert J. Wirt.

## Filmografia

### Cinema
- La Part de l'ombre, regia di Jean Delannoy (1945) - non accreditata
- Quello che mi è costato amare (Pétrus), regia di Marc Allégret (1946)
- Non siamo sposati (Nous ne sommes pas mariés), regia di Bernard-Roland e Gianni Pons (1946)
- Le Château de la dernière chance, regia di Jean-Paul Paulin (1947)
- La corda di sabbia (Rope of Sand), regia di William Dieterle (1949)
- Bill sei grande! (When Willie Comes Marching Home), regia di John Ford (1950)
- Irma va a Hollywood (My Friend Irma Goes West), regia di Hal Walker (1950)
- Quebec, regia di George Templeton (1951)
- Divertiamoci stanotte (On the Riviera), regia di Walter Lang (1951)
- L'espresso di Pechino (Peking Express), regia di William Dieterle (1951)
- Attente ai marinai! (Sailor Beware), regia di Hal Walker (1952)
- Uomini alla ventura (What Price Glory), regia di John Ford (1952)
- Bagliori ad Oriente (Thunder in the East), regia di Charles Vidor (1952)
- Sangue sul fiume (Powder River), regia di Louis King (1953)
- Contrabbando a Tangeri (Flight to Tangier), regia di Charles Marquis Warren (1953)
- Operazione notte, regia di Giuseppe Bennati (1954)
- Terra lontana (The Far Country), regia di Anthony Mann (1954)
- Quattro donne nella notte (Bonnes à tuer), regia di Henri Decoin (1954)
- Le ragazze di San Frediano, regia di Valerio Zurlini (1954)
- Tre americani a Parigi (So This Is Paris), regia di Richard Quine (1955)
- Le avventure di Giacomo Casanova, regia di Steno (1955)
- 12 pistole del West (Plunderers of Painted Flats), regia di Albert C. Gannaway (1959)
- Le 10 lune di miele di Barbablù (Bluebeard's Ten Honeymoons), regia di W. Lee Wilder (1960)
- Le avventure di un giovane (Hemingway's Adventures of a Young Man), regia di Martin Ritt (1962)
- La vendetta degli Apache (Apache Uprising), regia di R.G. Springsteen (1965)
- Pound, regia di Robert Downey Sr. (1970)
- Samantha Fox missione Manila (Too Hot to Handle), regia di Don Schain (1977)
- Dr. Heckyl and Mr. Hype, regia di Charles B. Griffith (1980)
- La spada a tre lame (The Sword and the Sorcerer), regia di Albert Pyun (1982)

### Televisione
- Climax! – serie TV, episodio 3x27 (1957)
- La legge di Burke (Burke's Law) – serie TV, episodi 1x05-2x05-2x23 (1963-1965)
- Starsky & Hutch – serie TV, episodio 4x21 (1979)
- Cuore e batticuore (Hart to Hart) – serie TV, episodio 1x21 (1980)

## Doppiatrici italiane
- Rosetta Calavetta in Quebec, Divertiamoci stanotte, Sangue sul fiume, Contrabbando a Tangeri, Terra lontana, Quattro donne nella notte
- Dhia Cristiani in La corda di sabbia, Irma va a Hollywood, Attente ai marinai, Bagliori ad oriente
- Micaela Giustiniani in Bill sei grande!, Uomini alla ventura
- Renata Marini in Tre americani a Parigi
- Flaminia Jandolo in Starsky & Hutch